# Drosophila camaronensis
Drosophila camaronensis är en tvåvingeart som beskrevs av Brncic 1957.

## Taxonomi och släktskap
Drosophila camaronensis ingår i artgruppen Drosophila mesophragmatica och artundergruppen Drosophila mesophragmatica.

## Utbredning
Artens utbredningsområde är Chile.